# Weaver (Alabama)
Weaver – miasto w Stanach Zjednoczonych, w stanie Alabama, w hrabstwie Calhoun. W roku 2023 miasto zamieszkiwało 3330 osób, a gęstość zaludnienia wynosiła 370,4 osoby/km².